# František Matěj Hilmar
František Matěj Hilmar (30. září 1803 Nová Paka – 1. října 1881 Kopidlno) byl český hudební skladatel.

## Život
Narodil se v Nové Pace. Jeho rodiče měli malé hospodářství a pekařství. V dětství se u místního Víta Šádka učil hrát na housle, harfu, flétnu a klavír. Stal se členem novopacké kapely a ve svých 13 letech s ní vyjel do světa. S velkým úspěchem procestovali Rusko, Německo, Polsko i jiné země. František sklízel obdiv a dostal řadu nabídek na službu ve šlechtických sídlech. Vrátil se však domů, absolvoval učitelský kurz v Jičíně a nastoupil jako učitelský pomocník v Kopidlně. V roce 1827 se stal učitelem v Holíně, v roce 1835 ve Střevači a konečně od roku 1838 v Kopidlně, kde působil 35 let. Byl vynikajícím učitelem. Za jeho padesátileté učitelské působení mu byl udělen stříbrný kříž s korunou.
Byl znám jako dobrý tanečník. Polka, tanec který jej později světově proslavil, v této době teprve vznikal. Původně se tento tanec nazýval nimra nebo maděra a vznikl s písničky Strýček Nimra koupil šimla. Jeho původní jméno vycházelo z rytmu tance – půlka. Teprve později se stal polkou. Hilmar jej však tento tanec poněkud upravil. Jeho polky mají poněkud volnější tempo, než měl tehdy oblíbený šotyš, ale rychlejší než dosavadní nimra. Z malých obcí na Kopidlnsku se polka rozšířila po českém venkově, až se dostala do Prahy. Zde se jako český národní tanec stala velmi oblíbenou mezi obrozenci a byla hrána na všech reprezentačních plesech a význačných koncertech. Polka pronikla i do Vídně, Berlína, Paříže, Petrohradu a New Yorku. Ozvala se i na jevišti divadla v Miláně. Mezinárodní slávu skladatele založila zejména polka Esmeralda nazvaná podle hrdinky románu Victora Huga: Chrám Matky Boží v Paříži. Úspěšné byly i jeho další polky, jako Cikánská, Ochotnický, Jiřinka, Vlastenka a celá řada dalších, které se hrají a tančí dodnes.
Své skladby rozdával v rukopisech i opisech každému, kdo o ně projevil zájem. Ve čtyřicátých létech 19. století vyšly Hilmarovy polky i tiskem. Jeho první polka vyšla v roce 1837 a sice anonymně jako Polka – Nationaltanz ve sbírce Prager Lieblings Galoppen für das Pianoforte č. 52 v nakladatelství Berry. Hilmar se tak stal skladatelem první tištěné polky vůbec.

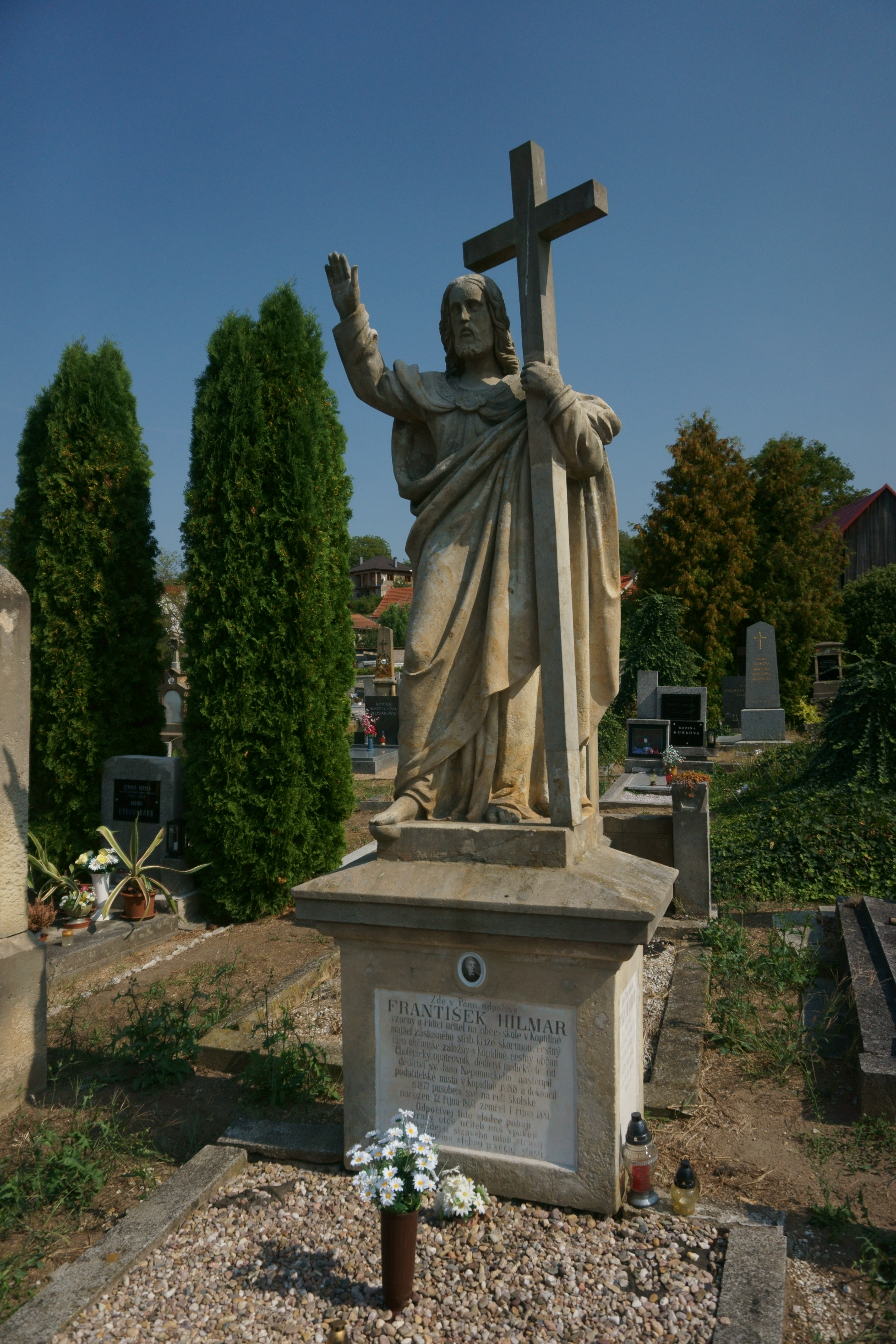
Hilmarův náhrobek na hřbitově v Kopidlně

Ze svého úspěchu žádné velké jmění nezískal. Dále učil na škole v Kopidlně, dával soukromé hodiny hudby, se svou kapelou hrál na venkovských zábavách i na panských sídlech. Jako vesnický kantor se staral rovněž o chrámovou hudbu v místním kostele.

## Dílo
Zkomponoval přes 200 tanců, především polek, ale i kvapíků, valčíků a další dobové taneční hudby. Byl však také autorem chrámové hudby. Napsal nejméně tři mše a řadu dalších příležitostných skladeb pro kostelní účely.
Uměleckou úroveň Hilmarových skladeb, jeho hudební talent a českost jeho hudby ocenili Bedřich Smetana i Antonín Dvořák.